# Мурованка (Логойський район)
Мурованка (біл. вёска Мураванка) — село в складі Логойського району Мінської області, Білорусь. Село підпорядковане Гайнинській сільській раді і розташоване в північній частині області.